# آولتا
آولتا (به ایتالیایی: Auletta) یک کومونه در ایتالیا است که در استان سالرنو واقع شده‌است.

## خصوصیات
آولتا ۳۵ کیلومترمربع مساحت و ۲٬۳۴۰ نفر جمعیت دارد و ۲۸۰ متر بالاتر از سطح دریا واقع شده‌است.

## خواهرخوانده
شهر Ripacandida خواهرخواندهٔ آولتا هست.